# Rotherham United FC
Rotherham United Football Club este un club de fotbal din Rotherham, în South Yorkshire, Anglia, care evoluează în Football League One. Echipa evoluează în meciurile de acasă pe stadionul New York, construit în anul 2012.
Clubul a fost înființat în anul 1925 în urma fuziunii dintre Rotherham County și Rotherham Town.
În sezonul 1954-1955 a terminat pe locul trei (dar la egalitate cu Birmingham City FC și Luton Town, cu câte 54 de puncte) în campionatul diviziei a doua, apropiindu-se astfel de promovarea în prima divizie, acesta fiind în continuare cel mai bun loc ocupat vreodată în piramida fotbalului englez.
În sezonul 1960–61 a jucat (și a pierdut) finala Cupei Ligii, fiind învinsă cu 3-2 de Aston Villa.
Cu locul doi obținut în Divizia a III-a 2000-2001 au obținut promovarea în al doilea eșalon al fotbalului englez.
În sezonul 2013-2014 au ajuns în play-off-ul Football League One și au obținut victoria, promovând astfel în Football League Championship după nouă sezoane de așteptare. În sezonul următor, s-au salvat de la retrogradare în penultima etapă, învingând acasă pe Reading cu 2-1.
În sezonul 2016-2017 echipa a retrogradat în al treilea eșalon.
La sfârșitul sezonului 2017-2018 s-au clasat pe locul patru în clasament și au ajuns în finala play-off-ului trecând în semifinale de Scunthorpe United (2-2 și 2-0 în cele două meciuri). Au obținut promovarea învingând pe Shrewsbury Town cu 2-1 în finală. Cu toate acestea, șederea lor în al doilea nivel al fotbalului englez a durat doar un sezon, retrogradând imediat în League One. După un an, au revenit în Championship, unde din nou nu au rezistat decât un singur sezon.
În sezonul 2021-2022 clubul a obținut un nou loc al doilea în Football League One, revenind astfel în Championship.
1. ↑   https://www.transfermarkt.com/-/mitarbeiterhistorie/verein/1194 Lipsește sau este vid: |title= (ajutor)